# Paris Match
Paris Match es una revista semanal francesa de noticias de actualidad nacional e internacional y fotografías de alto impacto, nacida en 1949. Pertenece al grupo de prensa Hachette Filipacchi Médias (HFM), a su vez filial del grupo Lagardère.

## Historia

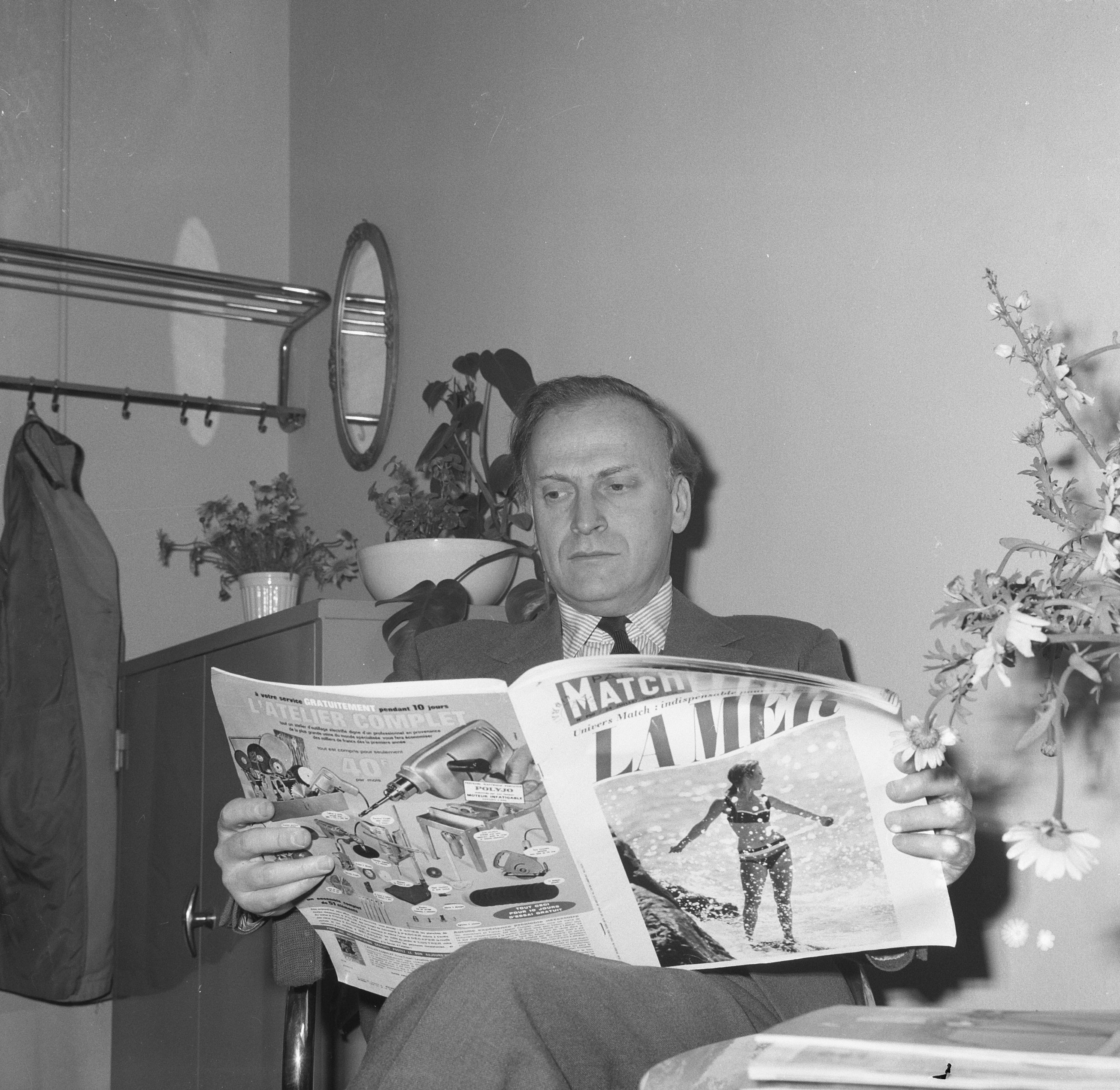
El violinista Yehudi Menuhin leyendo Paris Match en Schiphol, Países Bajos, en 1965.

Paris Match fue creada en 1949 por Paul Gordeaux para el industrial y propietario de la prensa Jean Prouvost y tiene su origen en el semanario Match, una antigua revista deportiva creada el 9 de noviembre de 1926 por Leon Bailby, titulado Match the Intran ("Match el intransigente"), y que se llamaba a sí mismo "el semanario deportivo más grande". Recuperada en 1938 por Prouvost,quien propone transformarla en una revista de actualidad. La nueva fórmula ve la lel 7 de julio (número 633), titulada Match, el semanario de noticias del mundo, con la palabra "Match" en blanco sobre un rectángulo rojo, cerca del logotipo actual, los diseñadores se inspiraron de hecho en el de la revista estadounidense Life. Posteriormente, el rectángulo cede brevemente a un círculo rojo antes de volver al rectángulo rojo. Vendida por 2 francos, el contenido incluía muchas reproducciones de fotografías, la tirada alcanza 80.000 copias en agosto, alcanzando un máximo de 1.45 millones en noviembre de 1939. Prouvost se rodea entre otros por Pierre Lazareff.y el fotógrafo Paul Renaudon. 
Interrumpida el 6 de junio de 1940 (después de 102 números desde el 7 de julio de 1938) deja de ser publicada durante la Segunda Guerra Mundial para reaparecer en 1949 bajo el título Paris Match. La fórmula de la nueva revista se inspira en el semanario Life, una revista de información sobre la actualidad con grandes reportajes y numerosas fotos exclusivas. El primer número sale a la luz el 25 de marzo de 1949, con Winston Churchill en la portada.
En los años 1950-1960, Paris Match tuvo el monopolio virtual de los informes exclusivos. Su gran éxito se sostiene hasta finales de los años 1960. Después sus ventas comienzan a descender poco a poco ante la aparición de nuevas publicaciones y de la televisión. Su difusión pasa de 1.800.000 ejemplares en 1958 a menos de 600 000 en 1975. En 1976, tras ser retomada por Daniel Filipacchi, que había sido fotógrafo de la publicación a comienzos de su carrera, y el regreso a la dirección de Roger Therond, la publicación retoma el camino del éxito y sus ventas comienzan de nuevo a aumentar.
En la actualidad, Paris Match es el principal semanario francés, con una difusión de pago en Francia que sobrepasa los 605 000 ejemplares (2006).

## Línea editorial
Paris Match trata los principales acontecimientos sociales privilegiando la parte humana, centrándose en los hombres y mujeres que los protagonizan. Este hecho, sumado al enorme peso que recae en la fotografía en su tratamiento de la información, ha provocado que en ocasiones se la haya identificado o relacionado con la denominada prensa del corazón.
De acuerdo a la Enciclopedia Británica es "una popular revista de noticias y eventos de actualidad dirigida a la clase media, presenta historias ilustradas sobre asuntos públicos, perfiles y entrevistas a funcionarios gubernamentales y diversas celebridades, e historias sobre entretenimiento, moda y productos de consumo. En sus primeras décadas, a menudo se la comparaba con la revista estadounidense Life (1936–72), a la que había sobrevivido".
El lema de la revista es «Le poids des mots, le choc des photos» («El peso de las palabras, el impacto de las fotos»). En 2008, sin embargo, el semanario adopta un nuevo lema, "La vie est une histoire vraie" ("La vida es una historia real") y una actualización del diseño, reorganizando el contenido y simplificando el uso de sus tipografías y maquetas..
Desde junio de 2009, el semanario también está disponible en formato digital.

## Controversias
El 6 de diciembre de 1963 tres periodistas franceses de la revista desembarcaron en la isla de Surtsey, que se encontraba en erupción, durante 15 minutos, hasta que las explosiones les hicieron abandonarla. Estos, en tono de broma, afirmaron que gracias a ellos la soberanía de la isla era francesa pero Islandia rápidamente afirmó que la nueva isla le pertenecía por encontrarse en sus aguas territoriales.
El 29 de mayo de 2006 la redacción fue a la huelga por primera vez en su historia desde mayo del 68, para protestar contra la destitución de su director, Alain Genestar, "por razones políticas". El responsable de la revista estaba en la cuerda floja desde que el 25 de agosto de 2005 publicó en portada una foto de Cecilia Sarkozy, esposa de Nicolas Sarkozy, con su supuesto amante, el experto en comunicación y publicidad Richard Attias.
En 2007 Paris Match fue acusada de haber retocado una foto de las vacaciones de Nicolas Sarkozy, en su número del 9 de agosto, con el objetivo de estilizar su figura. La proximidad de Sarkozy con Arnaud Lagardère hizo saltar los rumores de que el retocado de la foto había sido inducido directamente por el Gobierno francés, si bien el hecho fue negado de forma tajante desde el Elíseo.

## Edición española
El 16 de marzo de 1998, tras una enorme inversión económica en la campaña de lanzamiento, salió a la calle el primer número de la edición española de Paris Match con una tirada de 500 000 ejemplares. Pero sus ventas se quedaron ampliamente por debajo de las expectativas. Nueve meses después de su lanzamiento, tras la mala acogida por parte del mercado español, Hachette Filipacchi anunciaba el cierre de la revista en España.